# Kaliumtetraiodomercurat(II)
Kaliumtetraiodomercurat(II) ist eine chemische Verbindung aus der Gruppe der Kaliumverbindungen, Iodkomplexe und Quecksilberverbindungen.

## Gewinnung und Darstellung
Kaliumtetraiodomercurat(II) kann durch Reaktion von Quecksilber(II)-chlorid oder Quecksilber(II)-iodid mit Kaliumiodid gewonnen werden.
{\displaystyle \mathrm {HgCl_{2}+4\ KI\longrightarrow K_{2}[HgI_{4}]+2\ KCl} }
{\displaystyle \mathrm {HgI_{2}+2\ KI\longrightarrow K_{2}[HgI_{4}]} }

## Verwendung
Kaliumtetraiodomercurat (auch als Neßlers Reagenz A bezeichnet, nach Julius Neßler, welcher 1856 die Lösung in seiner Dissertation beschrieb) wird in Form einer Lösung zur Stickstoffbestimmung verwendet. In dieser Neßler-Reaktion bildet Kaliumtetraiodomercurat mit Ammoniak einen rotbraunen Farbkomplex [Hg2N]I, das Iodid des Kations der Millonschen Base. Der Nachweis ist sehr empfindlich für Ammonium/Ammoniak und wird in der Wasseranalytik zu dessen quantitativer Bestimmung benutzt. Nachteilig ist die Querempfindlichkeit auf einfache Amine, die in stark belebten Wässern (z. B. Fischteiche, Abwasser) reichlich auftreten.
Die wässrige Lösung von Kaliumtetraiodomercurat (aus 1 Teil Quecksilber(II)-iodid und 1,24 Teilen Kaliumiodid mit einer maximalen Dichte von 3,196 g/cm³) wird auch als Thoulets Lösung bezeichnet. Die nach dem französischen Mineralogen Julien Olivier Thoulet (1843–1936) benannte Lösung kann als Schwerflüssigkeit zur Bestimmung der Dichte von Mineralen und zur Trennung von Mineralgemischen dienen.